# Gran hambruna china
La Gran Hambruna China (en chino tradicional, 三年大饑荒; en chino simplificado, 三年大饥荒; pinyin, sān nián dà jī huāng; literalmente, ‘Tres Años de Gran Hambruna’), fue el período de la República Popular de China entre 1959 y 1961 (Gran Salto Adelante) caracterizado por una hambruna generalizada. Algunos investigadores también incluyen el año 1958 o 1962. La Gran Hambruna China es ampliamente considerada como la hambruna más mortal y uno de los mayores desastres provocados por el hombre en la historia humana. La mayoría de las estimaciones del número de muertos oscila entre 15 millones y 55 millones.
Las principales causas de la hambruna fueron el Gran Salto Adelante, la comuna popular y otros errores políticos. Durante la «Conferencia de los 7000 Cuadros» a principios de 1962, Liu Shaoqi, el segundo Presidente de la República Popular China, atribuyó formalmente la hambruna en un 30% a los desastres naturales y el 70% a las políticas erróneas. Después del lanzamiento de Reformas y Apertura, el Partido Comunista de China (PCCh) declaró oficialmente en 1981 («Boluan Fanzheng») que la hambruna se debió principalmente a los errores del Gran Salto Adelante, así como al Movimiento antiderechista, además de algunos desastres naturales y la ruptura sino-soviética.

## Terminología
Ha habido varios nombres para la «Gran hambruna china».
- Antes de junio de 1981, el nombre utilizado era Tres Años de Desastres Naturales (en chino tradicional, 三年自然災害; en chino simplificado, 三年自然灾害; pinyin, sān nián zì rán zāi hài).[20][21]
- Después de junio de 1981,  las autoridades chinas también usan las frases Tres Años de Dificultad Económica y Tres años de dificultad (en chino tradicional, 三年困難時期; en chino simplificado, 三年困难时期; pinyin, Sānnián kùnnán shíqī )  para describir este período.[18][19][20][21] En junio de 1981, el Partido Comunista de China (PCCh) aprobó una resolución ("关于建国以来党的若干历史问题的决议") y cambió oficialmente el nombre a «Tres años de dificultad».[18][19]

## Gravedad de la hambruna

### Caída de producción
Una serie de cambios radicales de la organización que cultivaba la tierra coincidieron con factores meteorológicos adversos, incluso sequías e inundaciones.  A consecuencia de estos factores, la producción de grano en China cayó año por año en un 15 % en 1959. Hacia 1960, estaba en el 70 % de su nivel de 1958. No habría ninguna recuperación hasta 1962, después de que terminó el Gran Salto Adelante.
Según el Anuario Estadístico de China (1984), la producción agrícola disminuyó de 200 millones de toneladas (1958) a 143,5 millones de toneladas (1960). Según un informe de la CIA fechado en mayo de 1962, se especificó que en 1961 había caído la producción de alimentos de la China continental, se habían cerrado fábricas, se interrumpieron las actividades educativas y científicas y millones de personas sufrían desnutrición grave. En otro informe de la CIA fechado en septiembre de 1962, se afirmó que la tasa de mortalidad había aumentado rápidamente debido a la desnutrición, las enfermedades y la escasez de alimentos.

### Número de muertos

Gráfica en inglés que muestra la evolución de los nacimientos (birth) y las defunciones (death). La gran hambruna sucedió entre 1959 y 1961.

Debido a la falta de alimentos y de incentivos a contraer matrimonio en ese punto en el tiempo, la población era de 658.590.000 en 1961, alrededor de 14.580.000 menos que la población de 1959. La tasa de natalidad disminuyó de 2,922% (1958) a 2,086% (1960) y la tasa de mortalidad aumentó de 1,198% (1958) a 2,543% (1960), mientras que el promedio de estas tasas del periodo de 1962 a 1965 fueron aproximadamente un 4% y 1%, respectivamente.

Cambio de población china

Varios profesores, académicos y funcionarios gubernamentales han estimado que el número de «muertes anormales» oscila entre 15 y 55 millones.
- Un equipo de investigación de la Academia China de las Ciencias concluyó en 1989 que al menos 15 millones de personas murieron de desnutrición.[27]
- Li Chengrui (李成瑞), un exministro de la Oficina Nacional de Estadísticas de China , estimó 22 millones (1998).[28][29][30] Su estimación se basó en la estimación de Ansley J. Coale (27 millones[31][32]) y la estimación (17 millones) de Jiang Zhenghua (蒋正华), ex Vicepresidente del Comité Permanente de la Asamblea Popular Nacional .[28][33] En su artículo publicado en 1998, Li Chengrui reconoció la validez del método de investigación y la precisión de los resultados de Colae y Jiang.[34]
- Judith Banister, demógrafa estadounidense y directora de Demografía Global en «The Conference Board», estima aproximadamente 30 millones de muertes en exceso entre 1958 y 1961.[3][35][36]
- Jasper Becker, un erudito británico, declaró en su libro («Hungry Ghosts: Mao's Secret Famine») que la mayoría de las estimaciones del número de muertos por hambre oscilan entre 30 y 60 millones.[37][38][39]
- Cao Shuji (曹树基), profesor de la Universidad de Shanghái Jiao Tong , estimó 32.5 millones.[40][41][42]
- Según Josep Fontana , historiador español y profesor de la Universidad Pompeu Fabra (recipiente de la «Creu de Sant Jordi»), el número más exacto de muertes prematuras por hambre durante esos años sería de 32,5 millones.[43]
- Yang Jisheng (杨继绳), un exreportero sénior de la Xinhua News Agency que pasó más de diez años reuniendo información de la que no disponían otros investigadores, estima un balance de 36 millones de vidas.[11][44] Yang es el autor del libro «Tombstone: The Great Chinese Famine, 1958-1962», que ganó el «Stieg Larsson Prize» en 2015.[45]
- Mao Yushi (茅于轼), economista chino y ganador del 2012 «Milton Friedman Prize for Advancing Liberty», calculó el número de muertes en 36 millones.[46][47]
- Liao Gailong (廖盖隆), ex subdirector de la Unidad de Investigación de Historia del Partido Comunista de China (PCCh), informó 40 millones de muertes debido a la hambruna.[27][48][49]
- Chen Yizi (陈一谘), ex alto funcionario chino (en la década de 1980) y asesor principal del ex secretario general del PCCh , Zhao Ziyang , concluyó que 43 millones de personas murieron debido a la hambruna.[13][50][51] La conclusión de Chen de 43 millones de muertes se basó en el examen (durante la fase inicial de las «Reformas y Apertura») de documentos clasificados internos de diferentes provincias de China.[52] Chen escapó a los Estados Unidos después de la Masacre de Tiananmen de 1989 y se unió al Centro para la China Moderna de la Universidad de Princeton.[51] Yang Songlin (杨松林),  un comerciante e investigador de izquierda, entrevistó a Wang Xiaoqiang, quien fue director ejecutivo del Instituto de Reforma del Sistema Económico de China cuando Chen Yizi era el director. Wang le negó a Yang Songlin que se hubiera hecho algún proyecto el cual haya llegado a la conclusión de 43 millones de muertes durante la hambruna debido a que este tipo de proyectos requeriría una enorme cantidad de fondos y también por la falta de disponibilidad de otros académicos para dedicarse a este proyecto en ese entonces.[53]
- Frank Dikötter , historiador neerlandés y profesor de la Universidad de Hong Kong , estima que al menos 45 millones de personas murieron.[4][54] Dikötter afirmó que al menos 2,5 millones de las víctimas fueron golpeadas o torturadas hasta la muerte.[55][56] Dikötter es el autor del libro «La gran hambruna en la China de Mao: Historia de la catástrofe más devastadora de China (1958-1962)», ganador del 2011 «Premio Samuel Johnson».[57]
- Yu Xiguang (余习广), un historiador chino independiente y ex instructor de la Escuela Central del Partido Comunista de China (中共中央党校), estimó que 55 millones de personas murieron debido a la hambruna.[13][52][58][59] Pasó dos décadas en la investigación de archivos antes de llegar a su conclusión.[13]

#### Datos por provincia
Los índices de mortalidad reflejados oficialmente muestran aumentos mucho más dramáticos en varias provincias y condados. En la provincia de Sichuan, la más populosa de China, por ejemplo, el gobierno contó 6 millones de muertos durante 1958-1961, de una población media de aproximadamente de 70 millones, lo que significa una muerte de cada doce personas.
En el condado Huaibin, provincia de Henan, el gobierno contabilizó, en 1960, 102.000 muertos de una población de 378.000. A nivel nacional, la estadística oficial implica aproximadamente 15 millones de las llamadas «muertes de exceso» «o muertes anormales», la mayor parte de ellas fueron resultado del hambre. Yu Dehong, secretario de un funcionario del partido en Xinyang (también en Henan) en 1959 y 1960, declaró:

Fui a un pueblo y vi 100 cadáveres, luego a otro pueblo y vi otros 100 cadáveres. Nadie les prestó atención. La gente dijo que los perros se comían los cuerpos. No es cierto, dije. Los perros habían sido comidos hacía mucho tiempo por la gente.

Los expertos en gran medida creen que el gobierno bajó demasiado las tasas de mortalidad. Lu Baoguo, un reportero de la agencia Xinhua en Xinyang, contó a Yang Jisheng por qué él nunca hizo un informe sobre su experiencia:

En la segunda mitad de 1959, tomé un autobús desde Xinyang a Luoshan y Gushi. Desde la ventana, vi un cadáver después de otro en las zanjas. En el autobús, nadie se atrevió a mencionar a los muertos. En un condado, Guangshan, un tercio de la gente había muerto. Aunque hubiera gente muerta en todas partes, los líderes locales disfrutaron de comidas buenas y licor fino.... Yo había visto a la gente que había dicho la verdad destruida. Me atreví a escribirlo?

#### Incertidumbre sobre las cifras

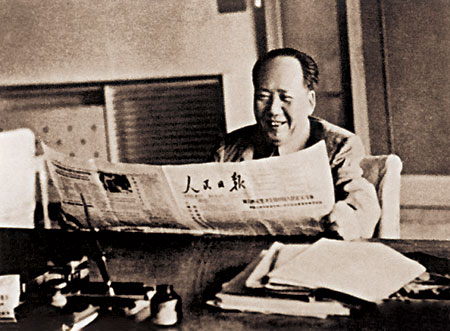
Mao Zedong leyendo Diario del Pueblo (1961).

Las valoraciones varían en gran parte debido a datos inexactos. La mayoría de estudios disponibles sobre el tema estiman las muertes «en exceso» por hambruna (durante 1959-61) basándose en las cifras de mortalidad de los años 1957-58, en una época donde el sistema de registro era deficiente y no registraba la totalidad de las muertes. Judith Banister (1987), quien estimó 30 millones de muertes en la hambruna, también escribe que China intentó iniciar un registro vital en 1954, pero fue muy incompleto. Banister sugiere que la situación no mejoró mucho durante o después del Gran Salto Adelante.
“(...) En la década de 1950, el sistema permanente de registro de la población apenas comenzaba a establecerse, y al principio no cubría a toda la población. Todos los totales de la población nacional para la década de 1950, excepto el total del censo, probablemente se basaron en informes locales incompletos complementados por estimaciones."
Banister escribe que “las figuras para 1955-57 probablemente se basan en un sistema de registro incompleto, sesgado hacia las áreas urbanas y las áreas rurales avanzadas. Todas estas fueron afectadas por subregistro significativo o subregistro de muertes”.
Además, existe cierto desacuerdo sobre la veracidad de estas cifras anteriormente mencionadas debido a deficiencias metodológicas y de datos que tienen. Wim F. Wertheim, profesor emérito de la Universidad de Ámsterdam, escribió en el artículo «Wild Swans and Mao's Agrarian Strategy»;
A menudo se discute que en los censos de los años 1960 "entre 17 y 29 millones de chinos" parecieron esfumarse, en comparación con las cifras de censo oficiales a partir de los años 1950. Pero estos cálculos carecen de cualquier apariencia de fiabilidad ... es difícil creer que de repente, dentro de un período bastante corto (1953-1960), la población total de China se había elevado de 450 a 600 millones.
Sin embargo, vale la pena señalar que en junio de 1953, la población de China ya alcanzaba los 600 millones (primer censo nacional de población de la República Popular China), gracias a la política de promoción de los nacimientos apoyada por Mao Zedong y otros funcionarios que aprendieron de la Unión Soviética. Eruditos notables como Ma Yinchu (马寅初), que advirtió públicamente contra la sobrepoblación y promovió el control de la natalidad, fueron perseguidos durante el Movimiento antiderechista (1957-1959).
Un artículo (2011) de Sun Jingxian (孙经先) argumentó que el número de muertos en la hambruna es tan bajo como 3,6 millones. Es el 12% de la cifra de 30 millones proporcionada por Judith Banister y otros demógrafos estadounidenses en la década de 1980, y el 8% de la cifra de 45 millones favorecida por Frank Dikötter.  Su análisis y conclusión fue disputado por otros investigadores, pero fueron promovidos por algunos medios como el Global Times controlado por el Partido Comunista de China. Sun presenta cifras independientes que muestran los totales de la migración urbana y rural. Esto puede correlacionarse con las cifras de crecimiento poblacional 'anómalo', es decir, el cambio aparente de la población al final del año que no se refleja en las cifras de natalidad y tasa de mortalidad. En opinión de Sun, en total, 7,5 millones de muertes no se informaron en el sistema de registro hasta fines de 1958. En 1959-61, con el sistema de registro de hogares mejorado, el 90% de ellos fueron 'aprobados'.

### Canibalismo
Existen informes orales generalizados, y cierta documentación oficial, sobre el canibalismo humano practicado en diversas formas, como resultado de la hambruna. Para sobrevivir, la gente tuvo que recurrir a todos los medios posibles, incluyendo comer tierra e incluso comer carne humana. Debido a la magnitud de la hambruna, el canibalismo ha sido descrito como «en una escala sin precedentes en la historia del siglo XX».

### Propaganda
Los informes sobre hambruna eran considerados por el gobierno chino como "ataques despiadados" y "calumnias". De 1960 a 1961, los líderes del Partido Comunista de China, incluido Mao, aseguraron a los visitantes extranjeros que los chinos tenían suficiente comida. El gobierno ordenó a los que salían al extranjero que no compraran alimentos para no revelar la situación interna. En septiembre de 1961, el mariscal de campo retirado Bernard Law Montgomery visitó China. Durante su visita, Montgomery fue engañado haciéndole creer que China no pasaba por una hambruna. Montgomery llegaría a afirmar que "no hubo hambruna a gran escala, solo escasez en ciertas áreas". Además, de Montgomery, François Mitterrand quien luego se convertiría en presidente francés, fue también engañado y regresó a Europa manifestando que Mao era un gran humanista.

## Causas de la hambruna
Hasta los primeros años de la década de 1980, la posición del gobierno chino, reflejada por el nombre «Tres Años de Catástrofes», era que el hambre había sido en gran parte resultado de una serie de catástrofes naturales junto a algunos errores de planificación. Sin embargo, los investigadores fuera de China generalmente están de acuerdo en que las colectivizaciones y los cambios de política que acompañaron el Gran Salto Adelante fueron los factores claves en el hambre. Después del lanzamiento de Reformas y Apertura en 1978, ha habido el mayor reconocimiento chino oficial de la importancia de los errores políticos en las causas del desastre.

### Gran Salto Adelante
La producción de hierro y de acero fue identificada como una exigencia clave para el progreso económico. Se ordenó a millones de campesinos abandonar el trabajo agrícola para incorporar ese personal a la producción de hierro y de acero, pero sin dotarlo de una formación básica ni de las tecnologías necesarias para ello, de modo que las aleaciones obtenidas eran de pésima calidad y generalmente inservibles. Mientras tanto, una inconmensurable cantidad de cosechas se pudrían por falta de mano de obra.

#### Comuna popular

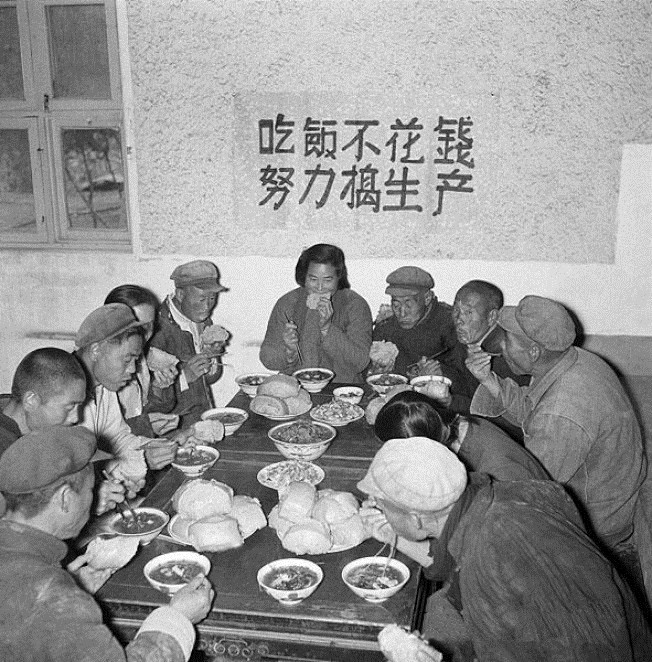
El comedor de la comuna popular. El eslogan dice «Come gratis, trabaja duro».

Durante el Gran Salto Adelante, la agricultura fue organizada en comunas y se prohibió el cultivo privado. Esta colectivización forzada redujo considerablemente los incentivos para que los campesinos trabajasen eficientemente. Además, el consumo excesivo de alimentos que se produjo en los comedores de las comunas populares condujo directamente a un agravamiento de la hambruna.

Yang Jisheng resumiría el efecto del foco en objetivos de producción en 2008:
En Xinyang, la gente pasó hambre a las puertas de los depósitos de grano. Cuando morían gritaban, "Partido Comunista, Presidente Mao, sálvennos". Si los graneros de Henan y Hebei se hubieran abierto, nadie habría muerto. Cuando la gente moría en gran número alrededor de ellos, los funcionarios no pensaron en salvarlos. Su única preocupación era como cumplir la entrega de grano.

#### Técnicas agrícolas
Junto con la colectivización, el Gobierno central decretó varios cambios de técnicas agrícolas basadas en las ideas del agrónomo ruso más tarde desacreditado Trofim Lysenko. Una de estas ideas era la plantación cercana, por lo cual la densidad de plantas de semillero fue al principio triplicada y luego se dobló otra vez. La teoría era que las plantas de la misma especie no competirían una con otra. En la práctica este problema atrofió el crecimiento y causó producciones inferiores. Otra política estaba basada en las ideas del colega de Lysenko, Teventy Maltsev, que animó a los campesinos a arar el suelo con mayor profundidad (hasta 1 o 2 metros), creyendo que el suelo más profundo sería más fértil, y permitiría el crecimiento de raíces extra fuertes. Sin embargo, se subieron piedras inútiles, tierra pobre y arena mientras se sepultaba la más rica tierra vegetal de la capa superior.

#### Exterminio de gorriones

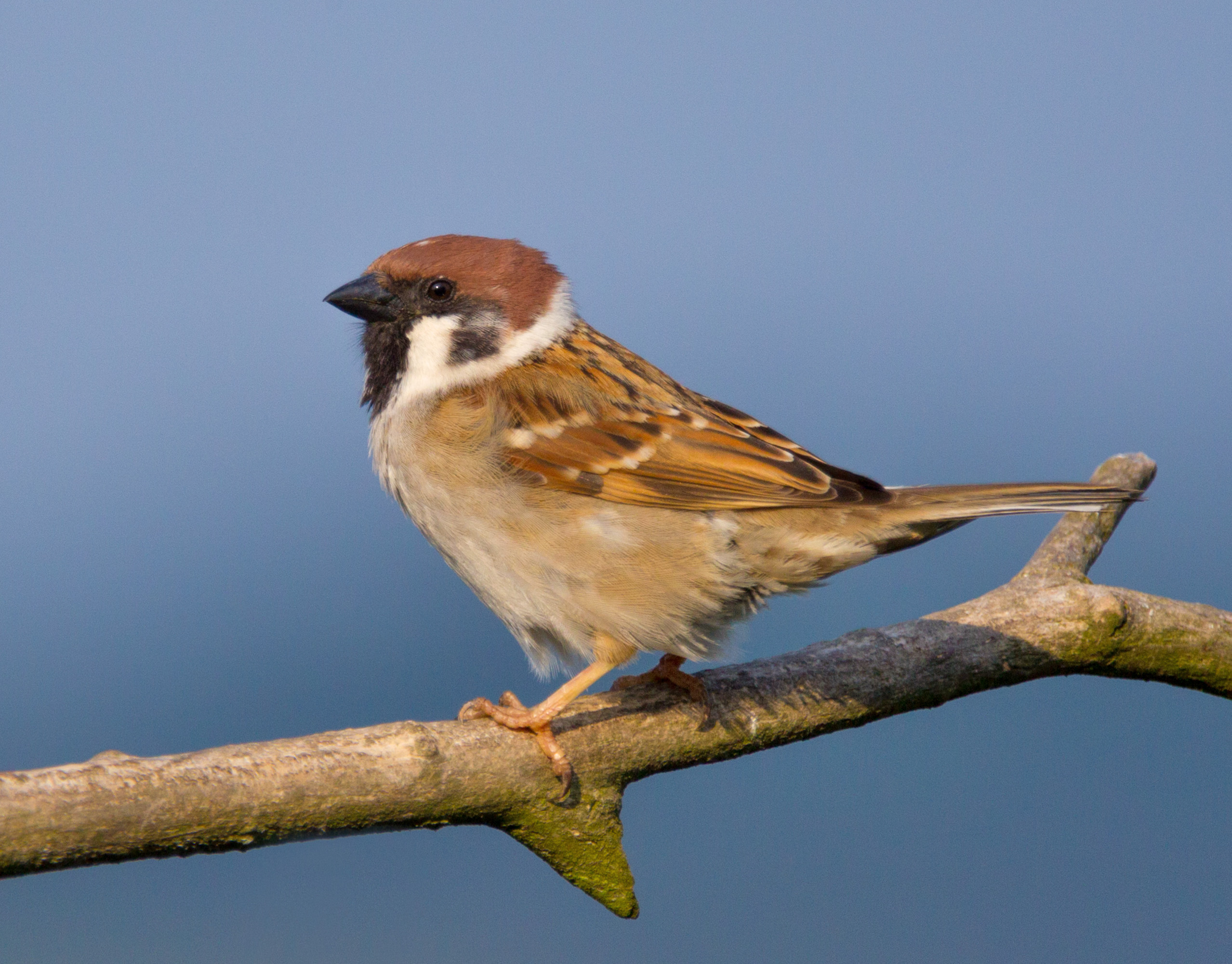
Passer montanus.

Además, en la campaña de las cuatro plagas, agricultores y ciudadanos fueron llamados a exterminar las poblaciones de gorriones y otras aves granívoras, con el objetivo de proteger las cosechas. Se disparaba a estas aves o  se les mataba al por mayor a la vista.  La campaña fue un éxito, pero resultó en la expansión de insectos (especialmente los que comían grano), y plagas de langosta, que afectaron muy negativamente las cosechas, al reducirse el número de depredadores. Está acreditado que los problemas ecológicos, tanto la plaga de langostas,  como el mal uso de los pesticidas y la deforestación, se combinaron para agravar el problema.

#### Ilusión de superabundancia
A partir de 1957, los funcionarios locales en China comenzaron a informar sobre una producción excesiva de granos debido a la presión de los superiores para tener éxito. Sin embargo, la producción real de cereales en toda China disminuyó de 1957 a 1961. Por ejemplo:
- En la provincia de Sichuan, a pesar de que el grano recolectado disminuyó de 1958 a 1961, las cifras reportadas al gobierno central siguieron aumentando.[61]
- En Gansu, el rendimiento de cereales se redujo en 4.273.000 toneladas entre 1957 y 1961.[61]

Esta serie de eventos resultó en una «ilusión de superabundancia (浮夸风)» y el Partido Comunista Chino creía que tenían una cantidad excesiva de granos. Funcionarios de alto rango del Partido Comunista como Peng Dehuai, Huang Kecheng, Zhang Wentian y Zhou Xiaozhou que advirtieron contra la ilusión y se opusieron al Gran Salto Adelante fueron llamados «Camarilla del Partido Anticomunista (彭、黄、张、周反党集团)» por Mao Zedong durante la Conferencia de Lushan en 1959. Ellos posteriormente fueron perseguidos. Los efectos de la ilusión de sobreabundancia fueron significativos, lo que hizo que algunos historiadores sostuvieran que era la principal causa de gran parte del hambre en China.

### Otras políticas del gobierno
Según el economista Amartya Sen, ganador del premio Nobel y experto en hambrunas, la mayor parte de las hambrunas no resultan sólo de la baja producción de alimento, sino también de una distribución inadecuada o ineficaz del alimento, a menudo junto con carencia de información y, en efecto, esto sucedió en China. En el caso de estas hambrunas chinas, la población urbana poseía derechos legales sobre ciertas cantidades del consumo de grano. Los funcionarios locales en el campo compitieron para inflar los niveles de producción que sus comunas habían conseguido en respuesta a la nueva organización económica, y dejaron a los campesinos locales con un cupo de alimentos muy reducido.

### Desastres naturales

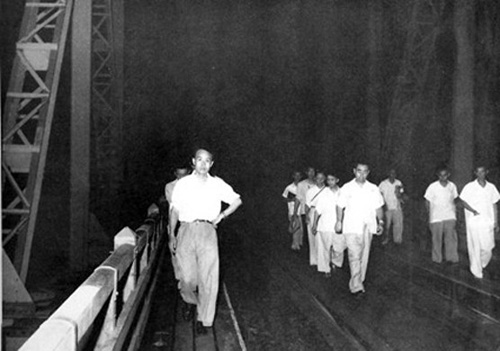
El primer ministro Zhou Enlai (centro delantero) visitó el puente del río amarillo de Luokou durante la inundación del río amarillo de 1958.

En julio de 1958, el río Amarillo inundó el este de China. Un huracán en julio de 1960 arruinó 777,000 mu (unos 130,000 acres) de cultivos en la provincia de Shandong. China fue golpeada por más tifones en 1960 que en cualquier otro año del medio siglo anterior. En el verano de 1960, hubo una sequía en el norte de China que dejó sin agua a ocho de los doce ríos principales, y durante un tiempo se podía vadear los tramos inferiores del Río Amarillo. La sequía en el curso medio de este río duró 110 días, período en el que hubo menos de 13 mm de lluvia. El resultado fue una capa de tierra seca de un metro de grosor. El área afectada tenía una población de 11.5 millones.
Sin embargo, ha habido desacuerdos sobre la importancia de la sequía y las inundaciones que causaron la Gran Hambruna. Para los académicos que no apoyan la teoría de que la hambruna fue causada principalmente por desastres naturales:
- Según Xin Meng, Nancy Qian y Pierre Yared (2015), "La literatura existente sobre las causas de la Gran Hambruna tiene Se llegó a un consenso de que una caída en la producción total de alimentos en 1959 seguido por un alto gobierno las adquisiciones de las zonas rurales fueron contribuyentes clave a la hambruna."[1]

- Xue Muqiao (薛暮桥), entonces jefe de la Oficina Nacional de Estadística de China (中国国家统计局), dijo en 1958 que "damos las cifras que quiere el nivel superior", para exagerar los desastres naturales y aliviar la responsabilidad oficial de las muertes por inanición.[7]  Según Yang Jisheng (杨继绳), el periodista chino que hizo esta investigación (2013), "El problema subyacente es el problema del sistema. No se atreven a admitir los problemas del sistema ... Podría influir en la legitimidad del partido comunista".[102] Yang también afirmó que investigó otras fuentes, incluido un archivo no gubernamental de datos meteorológicos de 350 estaciones meteorológicas en China, y que las sequías, inundaciones y temperaturas durante 1958-1961 estuvieron dentro de los patrones normales de China.[7]

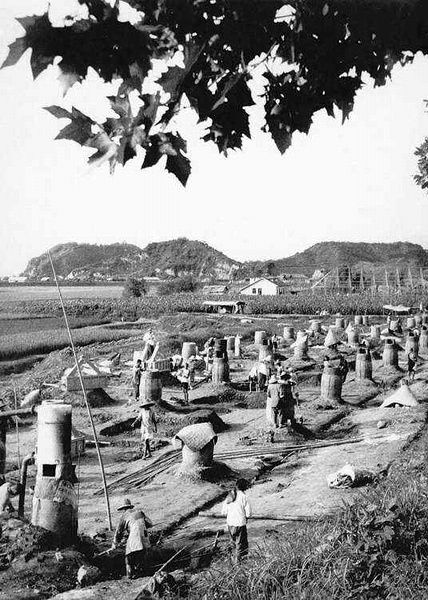
El «horno de patio trasero» para fabricar acero durante el Gran Salto Adelante, que dañó el medio ambiente local.

- Según Frank Dikötter (2010), la mayoría de las inundaciones durante la hambruna no se debieron a un clima inusual, sino al sistema de riego masivo, mal planificado y mal ejecutado que se construyó durante el Gran Salto Adelante.[55] Señaló que "la gente murió prematuramente por muchas causas causadas por el hombre, por tortura y ejecución al hambre deliberada.... Innumerables personas fueron asesinadas indirectamente a través de negligencia, ya que los 'cuadros' locales estaban bajo presión para centrarse en las cifras más que en las personas, asegurándose de que cumplieron los objetivos que fueron entregados por los mejores planificadores."[4]

- Según Guanzhong James Wen (2009), "La teoría de los desastres naturales carece de evidencia sólida y no podría ser la causa principal de la hambruna. Según los datos climáticos de 1958, tanto de los registros oficiales como de los recuerdos de los agricultores, el clima en ese año fue suave y templado... En cuanto al impacto negativo del clima desde 1959-1961, tuvo un impacto regional a lo sumo, y no fue la causa principal de la gran hambruna nacional que duró 3 años."[105]

- Según Vaclav Smil (1999), "Los orígenes de la hambruna se remontan a la decisión de Mao Zedong, apoyada por el liderazgo del partido comunista de China, de lanzar el Gran Salto Adelante ... Indudablemente, la sequía de 1960-1 habría reducido el suministro de granos en las provincias más afectadas, pero por sí solo habría causado solo una pequeña fracción del eventual número de muertes en todo el país."[1]

- Según datos publicados de la Academia China de Ciencias Meteorológicas (中国气象科学研究院; 1995), la sequía en 1960 no era infrecuente y su gravedad solo se consideraba "leve" en comparación con la de otros años: era menos grave que en 1955, 1963, 1965-1967, etc.[106]

- Según Basil Ashton et al (1984), "Muchos observadores extranjeros consideraron que estos informes de malas cosechas relacionadas con el clima fueron diseñados para encubrir los factores políticos que habían llevado a un bajo rendimiento agrícola. También sospechaban que los funcionarios locales tendían a exagerar dichos informes para obtener más asistencia estatal o desgravación fiscal. Claramente, el clima contribuyó a la terrible caída en la producción, pero es imposible evaluar en qué medida."[31]

Para los académicos que apoyan la teoría de que los desastres naturales contribuyen significativamente a la hambruna:
- Según informa un estudio privado del Banco Asiático de Desarrollo sobre las sequías en China (2011): la sequía en 1959 dañó 5.07 millones de mu de tierra en todo el país, afectando el 23.7% de las tierras agrícolas, causando la pérdida de 10.8 mil millones de kilogramos de grano, una disminución del 6.4%, lo que afectó a 47.03 millones de personas; en 1960 la sequía dañó un área de 5,72 millones de mu, afectando el 25,3% de las tierras agrícolas, y se perdieron 11,28 mil millones de kilogramos de grano (caída de 7,8%) afectando a una población de 61,07 millones.[107] La sequía en 1961 afectó a un área de 5.68 millones de mu de tierra, el 26.4% de las tierras agrícolas, perdiéndose 13,23 mil millones de kilogramos de grano (disminución de un 9,7%) lo que afectó a 64,34 millones de personas. Durante los tres años (1959-1961), las zonas afectadas por la sequía cubren un área de más de 5 millones de mu, lo que resultó en una fuerte disminución de los rendimientos de granos que condujo a una escasez extrema en los suministros de alimentos.[107]

- Según "INFORME DEL DAÑO CAUSADO POR DESASTRES EN CHINA (中国灾情报告; 1996)", en 1958, "en enero-agosto, (hubo) una gran área de sequía en todo el país... La sequía primaveral tiene un largo tiempo y una amplia extensión, lo que afecta gravemente la siembra y el crecimiento de los cultivos... Durante el año, la sequía afectó a 22.36 millones de hectáreas de tierras de cultivo en 24 provincias." La sequía severa continuó hasta 1961. "Se debe enfatizar que en la secuencia estadística de desastres de sequía durante los primeros años de la fundación de la República Popular de China (1949-1961), el valor promedio de varios indicadores estadísticos durante el período de 1959-1961 fue significativamente mayor que el promedio de los 10 años anteriores." En promedio, la cantidad de grano reducido por la sequía en 10,000 toneladas fue: durante 1949-58: 339,7, y durante 1959-61 fueron 1177,1. El área de sequía también fue mucho mayor. Dentro de las provincias con desastres acumulados de más de 1 millón de hectáreas, las 5 primeras son principales provincias agrícolas y alimentarias de China.[108]

- Un artículo de Y. Y. Kueh (1984) aporta datos sobre el área afectada por desastres naturales (shouzai). En 1958 el área afectada por desastres naturales era de 30.46 millones de hectáreas, un 20% del área sembrada total de 151.99 millones de ha. Este porcentaje es inferior al promedio de áreas afectadas entre 1952-81, que es un 23%. Pero en 1959, los desastres naturales llegaron a afectar 44.63 millones de hectáreas, un 31% del área sembrada. En 1960 fueron 65.46 millones de ha, el 43% del área sembrada, y en 1961 fueron 61.75 millones de ha, también un 43%. Solo en 1962, año en que termina la hambruna, ese porcentaje cae al 26% del área sembrada, volviendo a acercarse al promedio de 1952-81. Los cultivos todavía eran muy dependientes del estado del tiempo cuando sucedió la hambruna, al igual que en años anteriores. En 1960, el 72% de las pérdidas de grano pueden ser atribuidas a condiciones climáticas adversas.[109] Como señala Kueh, "no parece haber ninguna razón por la cual el SSB actual (la Oficina de Estadísticas del Estado) debería tratar de exagerar las estadísticas del área shouzai, considerando el hecho de que la política actual es repudiar los errores "izquierdistas" del Gran Salto Adelante."[110]

Para otros eruditos:
- Según James Kai-Sing and Shuo Chen (2011), "la adquisición excesiva de granos fue probablemente el principal culpable del exceso de muertes" durante la hambruna. Sin embargo, durante los tres años del Gran Salto Adelante, el promedio de área afectada por desastres naturales fue de 22%, comparado con 12,53% en los tres años previos, "lo que implica que el clima era malo en el último período."[111]

- Según Cormac Ó Gráda (2007), "La hambruna coincidió con el Gran Salto Adelante y los dos eventos estaban indudablemente vinculados." También argumentó que "atraso económico y mal tiempo importó....El probable papel del clima adverso y el atraso económico no absuelve al Liderazgo chino de la culpa, sin embargo: el las autoridades podrían haber salvado millones de vidas al reconocer el alcance del desastre en público y atractivo para la ayuda exterior en 1959 y 1960, aunque tal atractivo han sido sin precedentes y fuera de lugar."[2]

## Secuelas

### Revolución Cultural

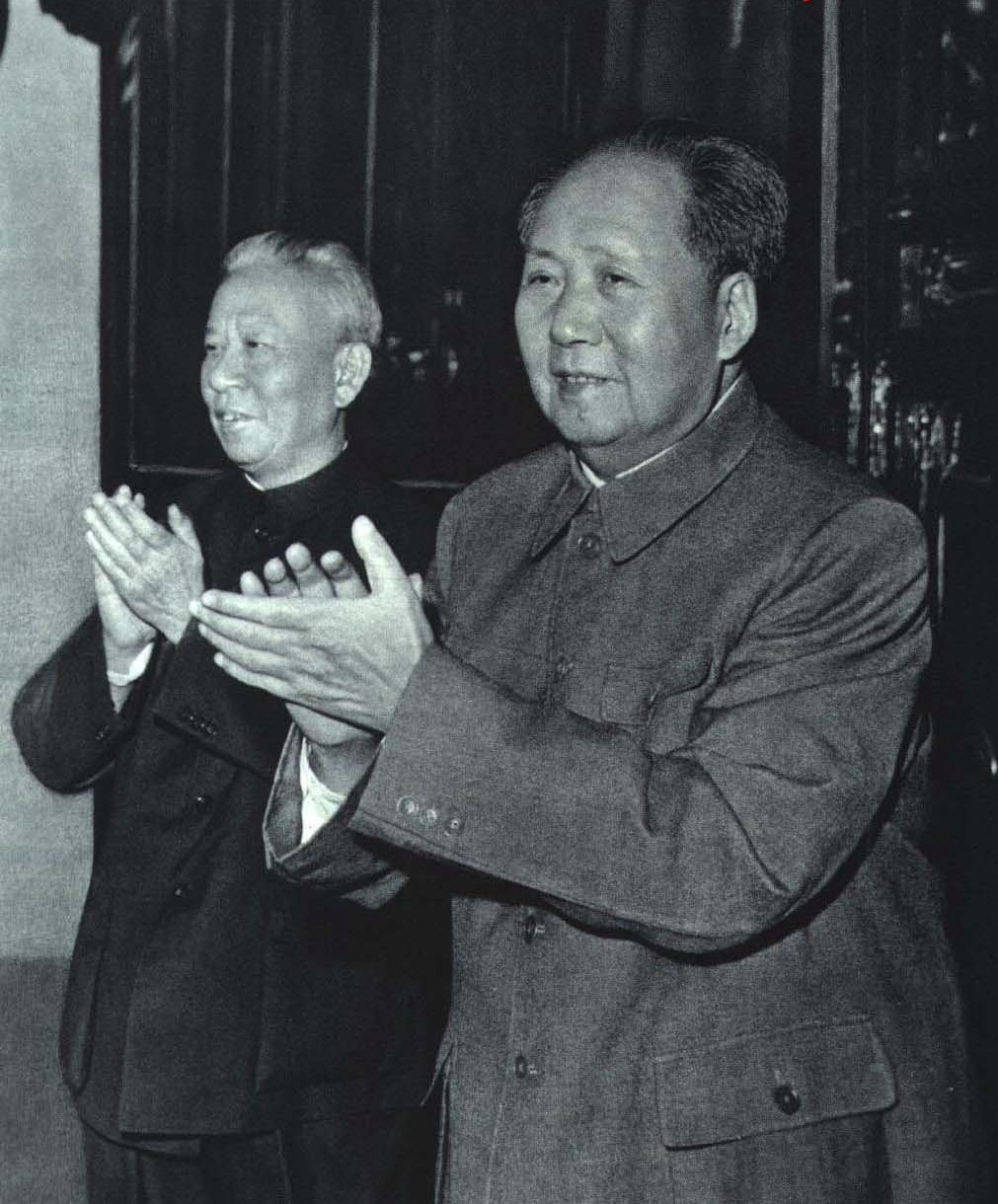
Liu Shaoqi y Mao Zedong (1964).

En abril y mayo de 1961, Liu Shaoqi, entonces Presidente de la República Popular China, completó un estudio de campo de 44 días en las aldeas de Hunan. Llegó a la conclusión de que las causas de la hambruna fueron "30% de desastres naturales y 70% de errores humanos". En enero y febrero de 1962, el Gran Salto Adelante fue declarado "terminado" por el gobierno chino durante la «Conferencia de 7000 Cuadros (七千人大会)». Mao Zedong se autocriticó durante la conferencia y sus políticas también fueron criticadas por otros.
El fracaso del Gran Salto Adelante, así como la hambruna, llevaron a Mao Zedong a retirarse de la toma activa de decisiones dentro del Partido Comunista y el gobierno, y entregar muchas responsabilidades futuras a Liu Shaoqi y Deng Xiaoping.
En julio de 1962, Liu Shaoqi le dijo a Mao Zedong que, "¡Con mucha gente muerta de hambre, la historia va a hablar de nosotros! Y hay canibalismo. ¡Se hablará de ello en los libros!" Hubo algunas reformas económicas lideradas por Liu y Deng, como permitir el libre mercado en cierto grado, pero a Mao no le gustaron las reformas y pensó que iban a destruir el socialismo.
Además, el desacuerdo entre Mao y Liu (y Deng) aumentó gradualmente, hasta que Mao lanzó la Movimiento de Educación Socialista en 1963 y la Revolución Cultural en 1966. Durante la Revolución Cultural, Liu fue acusado de atribuir solo el 30 por ciento a las calamidades naturales y fue acusado de ser un «traidor» y un «agente enemigo». Liu fue perseguido a muerte en 1969. Por otro lado, Deng fue acusado de ser un «compañero de ruta capitalista» durante la Revolución Cultural y fue purgado.

### Reformas y apertura

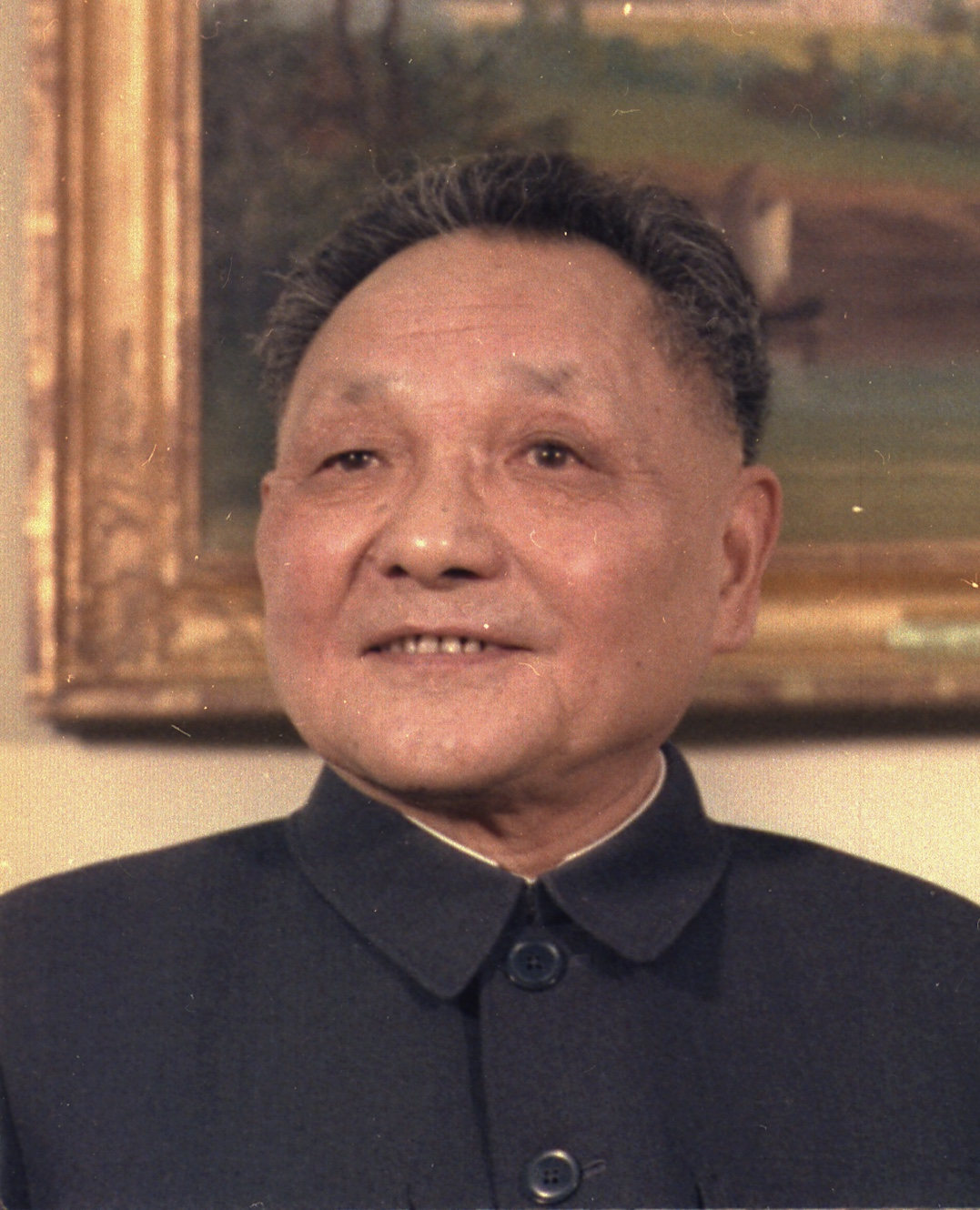
Deng Xiaoping

En diciembre de 1978, Deng Xiaoping se convirtió en el nuevo líder supremo de China y lanzó el histórico programa «Reformas y Apertura» que cambió fundamentalmente el sistema agrícola e industrial en China.
Hasta principios de la década de 1980, la postura del gobierno chino, reflejada por el nombre «Tres años de desastres naturales», seguía siendo que la hambruna fue en gran medida el resultado de una serie de desastres naturales agravados por varios errores de política. Sin embargo, durante el período «Boluan Fanzheng», en junio de 1981, el Partido Comunista de China (PCCh) aprobó una resolución ("关于建国以来党的若干历史问题的决议") y cambió oficialmente el nombre a "Tres años de dificultad». La resolución establece que la hambruna se debió principalmente a los errores del Gran Salto Adelante, así como a la movimiento antiderechista, además de algunos desastres naturales y la ruptura sino-soviética.
Los estudios académicos sobre la Gran Hambruna china también se hicieron más activos en China continental después de 1980, cuando el gobierno comenzó a divulgar algunos datos demográficos al público. Muchos funcionarios de alto rango del Partido Comunista han expresado sus opiniones desde entonces:
- Zhao Ziyang , ex Secretario general del Partido Comunista de China , declaró que "nuestro Partido nunca admitió errores. Si las cosas se ponían realmente mal, simplemente encontramos algunos chivos expiatorios y los culpamos, como Lin Biao y la Banda de los Cuatro. Si los chivos expiatorios fueran difíciles de encontrar, simplemente culpamos a los desastres naturales, como la gran hambruna a fines de la década de 1950 y principios de la de 1960, cuando murieron decenas de millones de personas; sin embargo, fue simplemente debido a los errores políticos del Partido".[130]
- Bo Yibo, uno de los «Ocho Inmortales del Partido Comunista de China» y ex Vicepremier de la República Popular China, dijo: "Durante los tres años de dificultad, la gente pasó hambre debido a la falta de comida ... en 1960, más de 10 millones personas perecieron. Con cosas como estas sucediendo durante un tiempo de paz, somos verdaderamente culpables por la gente como miembros del Partido Comunista, ¡y nunca debemos olvidar esta lección tan pesada! "[131]
- Wan Li (万里), ex Presidente del Congreso Nacional del Pueblo de China, declaró que "después del movimiento de la Comuna Popular, la gente murió de hambre en todas partes durante los Tres Años de Dificultad. Solo en Anhui, según los informes, murieron entre 3 y 4 millones de personas" anormalmente '... Habíamos estado 'izquierda' durante demasiado tiempo, y los campesinos ya no estaban motivados para trabajar."[132]
- Tian Jiyun (田纪云), ex Vice primer ministro de China y ex Vicepresidente del Congreso Nacional del Pueblo de China, declaró que "mirando hacia atrás a los Tres Años de Dificultad, la gente murió de hambre en todas partes, y decenas de millones de personas murieron de manera anormal, más del número total de muertos durante toda la Revolución Democrática. ¿Cuál fue la razón de eso? Liu Shaoqi dijo '30% desastres naturales y 70% errores humanos'. Pero es evidente a partir de ahora que la hambruna se debió principalmente al error humano ... fue el 'Socialismo utópico' y el 'oportunismo de izquierda'."[133]